# حوزه انتخابیه دشتستان
حوزهٔ انتخابیه دشتستان حوزه‌های استان بوشهر برای انتخابات مجلس شورای اسلامی است. این حوزه به مرکزیت برازجان، ۱ نماینده دارد.

## نماینده ها
- مجلس اول :  دکتر سید محمدمهدی جعفری
- مجلس دوم : حسن رحیمی
- مجلس سوم : خدانظر قاسمی
- مجلس چهارم : غلامرضا رازقی
- مجلس پنجم : خدانظر قاسمی
- مجلس ششم : حمیده عدالت
- مجلس هفتم : عبدالمجید شجاع
- مجلس هشتم : ایوب پاپری مقدم فرد
- مجلس نهم : سید مهدی موسوی نژاد
- مجلس دهم : محمدباقر سعادت
- مجلس یازدهم : ابراهیم رضایی
- مجلس دوازدهم: ابراهیم رضایی

## پی‌نوشت و منبع
- «جدول حوزه‌های انتخابیه در انتخابات نهمین دورهٔ مجلس شورای اسلامی» (PDF). مرکز پژوهش و سنجش افکار صدا و سیما. بایگانی‌شده از اصلی (PDF) در ۵ اكتبر ۲۰۱۸. دریافت‌شده در ۲۶ آوریل ۲۰۱۶. تاریخ وارد شده در |archive-date= را بررسی کنید (کمک)